# Nie trywaj
Nie trywaj (biał. Не трывай) – album studyjny białoruskiego zespołu rockowego :B:N:, wydany w 2004 roku. Jest to pierwszy album grupy po płycie demo Praz siabie, która ukazała się dwa lata wcześniej.

## Lista utworów
| Nr  | Tytuł utworu                 | Oryginalna pisownia tytułu | Długość |
| --- | ---------------------------- | -------------------------- | ------- |
| 1.  | „Adczuwaju”                  | «Адчуваю»                  | 4:07    |
| 2.  | „Tolki ja”                   | «Толькі я»                 | 4:12    |
| 3.  | „Ja pamior”                  | «Я памёр»                  | 4:43    |
| 4.  | „Ciabie użo niama”           | «Цябе ўжо няма»            | 5:03    |
| 5.  | „Dzied Maroz” (cover N.R.M.) | «Дзед Мароз»               | 2:24    |
| 6.  | „Tabie usio mała”            | «Табе ўсё мала»            | 3:19    |
| 7.  | „Kryczysz…”                  | «Крычыш…»                  | 3:34    |
| 8.  | „Żyć!”                       | «Жыць!»                    | 3:36    |
| 9.  | „Kaniusznia” (lud.)          | «Канюшня»                  | 2:29    |
| 10. | „Czakaj”                     | «Чакай»                    | 3:46    |
| 11. | „Nie trywaj”                 | «Не трывай»                | 4:02    |
|     |                              |                            | 41:15   |

## Twórcy
- Alaksandr Lutycz – gitara, śpiew
- Ramuald Paźniak – perkusja
- Maksim Lićwiniec – gitara rytmiczna
- Maksim Szołachau – gitara basowa
- Siarhiej Maszkowicz – teksty
- Anatol Charytonau – zapis, mastering[1]